# Pier Andrea Saccardo

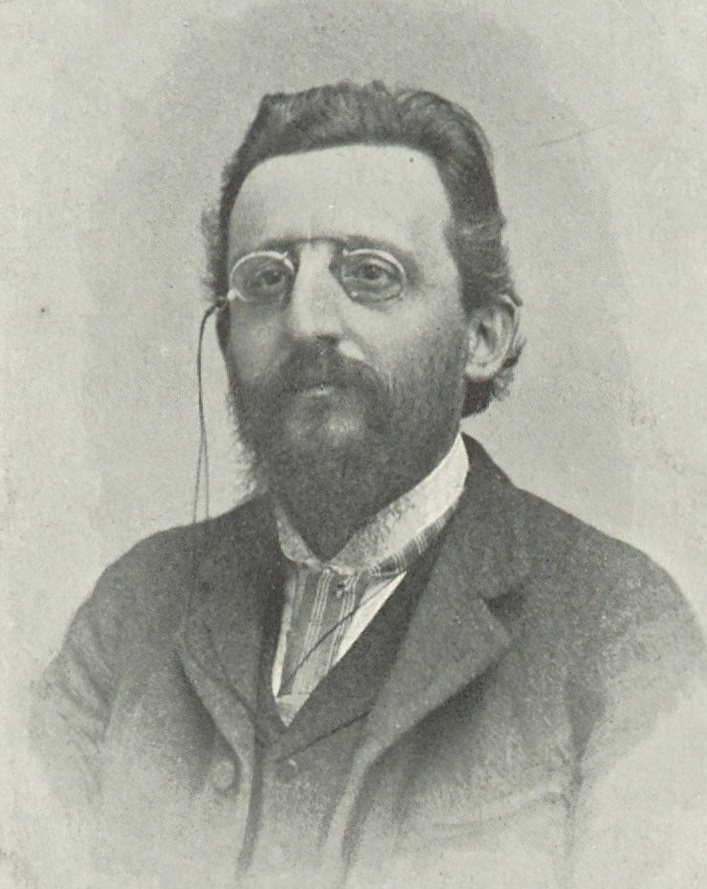
Pier Andrea Saccardo, 1900

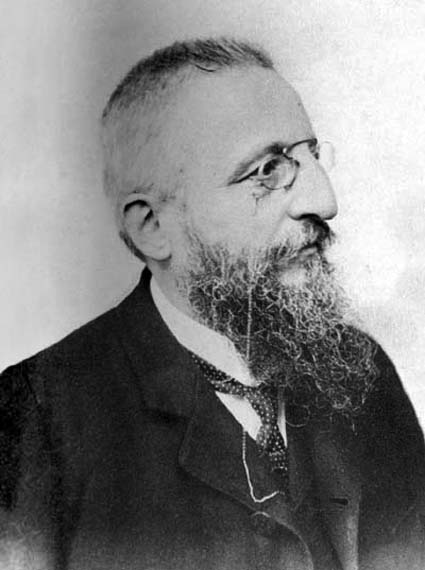
Pier Andrea Saccardo

Pier Andrea Saccardo (* 23. April 1845 in Treviso, Kaisertum Österreich; † 11. Februar 1920 in Padua) war ein italienischer Botaniker. Sein offizielles botanisches Autorenkürzel lautet „Sacc.“
Saccardo studierte am Lyceum zu Venedig, erwarb an der Universität Padua den Doktorgrad, wurde 1869 daselbst zum Professor der Naturgeschichte am Technischen Institut und 1879 zum Professor der Botanik und Direktor des botanischen Gartens der Universität ernannt. Saccardos wissenschaftliche Tätigkeit bewegt sich fast ausschließlich auf dem Gebiete der Mykologie, auf welchem er Hervorragendes geleistet hat.

## Schriften (Auswahl)
- Sylloge fungorum omnium hucusque cognitorum. 9 Bände, Padua 1882–1890.
- Prospetto della Flora Trivigiana. Venedig 1864.
- Bryotheca Tarvisina. Treviso 1864.
- Della storia e letteratura della Flora Veneta. Mailand 1869.
- Sommario d’un corso di botanica. 3. Auflage, Padua 1880.
- Musci Tarvisini. Treviso 1872.
- Mycologiae Venetae specimen. Padua 1873.
- Mycotheca Veneta. Padua 1874–1879.
- Michelis, commentarium mycologicum. 2 Bände, Padua 1877–1882.
- Fungi italici autographie delineati et colorati. Padua 1877–1886 – mit 1500 Tafeln.